# 豪劳斯蒂福卢
豪劳斯蒂福卢，是匈牙利沃什州所辖的一个村，总面积7.89平方公里，总人口154，人口密度19.5人/平方公里（2010年1月1日）。